# Emmanuel de Merode
Emmanuel de Merode (nombre completo: Emmanuel Werner Marie Ghislain, Príncipe de Merode; Cartago, 5 de mayo de 1970) es un príncipe, antropólogo y conservacionista belga que es el actual director del Parque nacional Virunga en la República Democrática del Congo.

## Biografía
Emmanuel de Merode nació en el norte de África, en Cartago (Túnez): pasó su infancia en Kenia y fue educado en la Downside School del Reino Unido. Es el segundo hijo de Carlos Guillermo, príncipe de Merode, y de su esposa, la princesa Eduvigis de Ligne (la hermana de Carlos Antonio, príncipe de Ligne de la Trémoille). Sus padres pertenecen a dos de las familias históricamente más antiguas e influyentes de Bélgica. Emmanuel de Merode no usa su título hereditario en contextos profesionales; sin embargo, es legalmente un príncipe de la nobleza belga, título conferido a la familia por el rey Alberto I en 1929. Tiene un doctorado en Antropología, obtenido en la University College de Londres, en temas conservacionistas congoleños.

## Actividades
Antropólogo, conservacionista, piloto, trabajó para controlar el comercio de animales silvestres en peligro y proteger la vida silvestre en el África central y oriental. Su enfoque principal ha sido el apoyo a los guardabosques de la fauna africana en parques nacionales y reservas remotas y difíciles. Su trabajo fue principalmente en los parques del este del país, trabajando para mantener los parques nacionales a pesar de los diez años de guerra civil en la República Democrática del Congo. Autor de catorce artículos científicos y coeditor del libro de «Virunga: La supervivencia del primer parque nacional de África».
El 1 de agosto de 2008, fue nombrado Director del Parque nacional Virunga donde se protege especialmente a los gorilas de montaña por el gobierno congoleño. Después de jurar lealtad a la bandera congoleña, se convirtió en el único extranjero para ejercer poderes judiciales en la desgarrada nación centroafricana. Ahora vive en la sede del parque ubicada en Rumangabo. Aproximadamente 680 guardabosques del parque están bajo su dirección y gran parte de su trabajo se centra en la protección de la fauna excepcional del parque, que incluye una población de importancia crítica de gorilas de montaña, elefantes, okapis y chimpancés. Su primer gran avance fue de negociar un acuerdo entre el gobierno congoleño y el líder rebelde Laurent Nkunda para resguardar al sector de gorilas de montaña del parque de las agresiones de la guerra civil en curso y para permitir que los guardabosques del gobierno actuar en territorio rebelde. Negociar el estatuto de neutralidad de los imperativos ambientales y de desarrollo sostenible entre las facciones en guerra en el este del Congo se convirtió en un tema recurrente en el enfoque de Merode al establecer el Parque nacional de Virunga como una presencia estabilizadora en la guerra que afectó a la Región de los Grandes Lagos de África.
Dada la inseguridad crónica y la sucesión de guerras violentas en el este de Congo, Merode ha centrado sus esfuerzos en iniciativas de desarrollo económico que aportan una mayor estabilidad a la región. En 2013 ayudó en el lanzamiento de la Alianza de Virunga, en un esfuerzo para impulsar la economía de la posguerra del este del Congo como instrumento de consolidación de la paz en la región. La iniciativa se basa en 127 instituciones locales de los organismos del sector privado, la sociedad civil y del gobierno de comprometerse con el desarrollo sostenible de los recursos de los parques, a través del turismo, la electrificación rural, la pesca sostenible y la agricultura. Un gran programa que tiene como objetivo generar entre 80 y 100 mil empleos en las comunidades de la posguerra que viven alrededor del parque nacional ya está en marcha, proporcionando a hombres y mujeres congoleños jóvenes alternativas viables a participar en actividades relacionadas con el conflicto.
En su toma de posesión, Merode comentó: "La intensidad del conflicto en y alrededor del parque lo convierte en un desafío de enormes proporciones, pero es un gran privilegio trabajar junto a un equipo tan dedicado y valiente de guardaparques. Tengo confianza real en nuestra capacidad para asegurar un futuro para el parque y para asegurarse de que hace una contribución positiva a la vida de la gente de Kivu del Norte".
Emmanuel de Merode ha hablado sobre su trabajo y el trabajo de los guardabosques de Virunga en una charla TEDxWWF titulada "Una historia de conflictos, la renovación y la esperanza". Bajo su liderazgo, el parque de Virunga se abrió al público una vez más en 2014.
En 2015 Emmanuel de Merode recibió el doctorado honorario en Derecho en la Universidad de Hasselt.

## Familia
Emmanuel es el hijo del príncipe Charles Guillaume de Merode (Carlos Guillermo de Merode), marqués de Westerloo y de la princesa Eduvigis de Ligne de la Trémoille. Emmanuel de Merode se casó con Dña. Louise Leakey, hija del famoso paleoantropólogo Richard Leakey y tienen dos hijas. 
- Princesa Seiya de Merode (nacida en el año 2004).
- Princesa Alexia de Merode (nacida en el año 2006).

## Intento de asesinato
El 15 de abril de 2014 Emmanuel de Merode resultó gravemente herido por pistoleros no identificados en una emboscada en la carretera entre Goma y Rumangabo. Le dispararon varias veces en el pecho y el abdomen, pero sobrevivió y fue capaz de salir de la escena del ataque con la ayuda de los residentes locales. La cirugía de emergencia se realizó en un hospital local en Goma. Una investigación legal en los motivos y la identidad de los atacantes fue llevada a cabo por las autoridades congoleñas. Reportes de prensa han citado varios sospechosos, entre quienes se dedican a la producción ilegal de carbón vegetal, personas relacionadas con SOCO International, una compañía petrolera británica dedicada a la exploración de petróleo en el parque nacional, y guerrilleros asociados con las Fuerzas Democráticas para la Liberación de Ruanda (FDLR)..
De Merode regresó al Parque nacional de Virunga en el 22 de mayo de 2014 para reincorporarse a sus funciones como director del parque.

## Títulos nobiliarios y académicos
- Príncipe de Merode.
- Doctor Philosophia en Antropología biológica Univ. de Londres, 1997.
- Doctor Honoris Causa en la  Universidad de Hasselt.
- Grootofficier (Gran Oficial) de la Orden de Leopold por Decreto Real del 8 de julio de 2015.[14]

## Ancestros
|  |                                                                           |  |  |  |  |  |  |  |  |  |  |  |  |  |  |  |
|  | 8. Paul Ghislain Félix, Príncipe de Merode                                |  |  |  |  |  |  |  |  |  |  |  |  |  |  |  |
|  |                                                                           |  |  |  |  |  |  |  |  |  |  |  |  |  |  |  |
|  |                                                                           |  |  |  |  |  |  |  |  |  |  |  |  |  |  |  |
|  | 4. Xavier, Príncipe de Merode, marqués de Westerloo (1910-1980)           |  |  |  |  |  |  |  |  |  |  |  |  |  |  |  |
|  |                                                                           |  |  |  |  |  |  |  |  |  |  |  |  |  |  |  |
|  |                                                                           |  |  |  |  |  |  |  |  |  |  |  |  |  |  |  |
|  | 9. Françoise de Clermont-Tonnerre Princesa de Merode                      |  |  |  |  |  |  |  |  |  |  |  |  |  |  |  |
|  |                                                                           |  |  |  |  |  |  |  |  |  |  |  |  |  |  |  |
|  |                                                                           |  |  |  |  |  |  |  |  |  |  |  |  |  |  |  |
|  | 2. Charles Guillaume, Príncipe de Merode, marqués de Westerloo (1940-)    |  |  |  |  |  |  |  |  |  |  |  |  |  |  |  |
|  |                                                                           |  |  |  |  |  |  |  |  |  |  |  |  |  |  |  |
|  |                                                                           |  |  |  |  |  |  |  |  |  |  |  |  |  |  |  |
|  | 10.Marie-Emmanuel Alvar de Biaudos de Castéja                             |  |  |  |  |  |  |  |  |  |  |  |  |  |  |  |
|  |                                                                           |  |  |  |  |  |  |  |  |  |  |  |  |  |  |  |
|  |                                                                           |  |  |  |  |  |  |  |  |  |  |  |  |  |  |  |
|  | 5. Elizabeth Alvar de Biaudos de Castéja, Princesa de Merode (1914-1994)  |  |  |  |  |  |  |  |  |  |  |  |  |  |  |  |
|  |                                                                           |  |  |  |  |  |  |  |  |  |  |  |  |  |  |  |
|  |                                                                           |  |  |  |  |  |  |  |  |  |  |  |  |  |  |  |
|  | 11. Jeanne Marie de Kergorlay (1888- 1975)                                |  |  |  |  |  |  |  |  |  |  |  |  |  |  |  |
|  |                                                                           |  |  |  |  |  |  |  |  |  |  |  |  |  |  |  |
|  |                                                                           |  |  |  |  |  |  |  |  |  |  |  |  |  |  |  |
|  | 1. Emmanuel Werner Marie Ghislain , Príncipe de Merode (1970-)            |  |  |  |  |  |  |  |  |  |  |  |  |  |  |  |
|  |                                                                           |  |  |  |  |  |  |  |  |  |  |  |  |  |  |  |
|  |                                                                           |  |  |  |  |  |  |  |  |  |  |  |  |  |  |  |
|  | 12. Jean Charles Princesa de Ligne-La Trémoïlle (1911-2005)               |  |  |  |  |  |  |  |  |  |  |  |  |  |  |  |
|  |                                                                           |  |  |  |  |  |  |  |  |  |  |  |  |  |  |  |
|  |                                                                           |  |  |  |  |  |  |  |  |  |  |  |  |  |  |  |
|  | 6. Jean Charles, Príncipe de Ligne-La Trémoïlle (1911-2005)               |  |  |  |  |  |  |  |  |  |  |  |  |  |  |  |
|  |                                                                           |  |  |  |  |  |  |  |  |  |  |  |  |  |  |  |
|  |                                                                           |  |  |  |  |  |  |  |  |  |  |  |  |  |  |  |
|  | 13. María del Rosario de Lambertye Princesa de Ligne-La Trémoïlle (1922-) |  |  |  |  |  |  |  |  |  |  |  |  |  |  |  |
|  |                                                                           |  |  |  |  |  |  |  |  |  |  |  |  |  |  |  |
|  |                                                                           |  |  |  |  |  |  |  |  |  |  |  |  |  |  |  |
|  | 3. Hedwige, Princesa de Ligne Princesa de Merode (1943-)                  |  |  |  |  |  |  |  |  |  |  |  |  |  |  |  |
|  |                                                                           |  |  |  |  |  |  |  |  |  |  |  |  |  |  |  |
|  |                                                                           |  |  |  |  |  |  |  |  |  |  |  |  |  |  |  |
|  | 14. Charles Edmond de Lambertye, marqués de Gerbeviller (1883-)           |  |  |  |  |  |  |  |  |  |  |  |  |  |  |  |
|  |                                                                           |  |  |  |  |  |  |  |  |  |  |  |  |  |  |  |
|  |                                                                           |  |  |  |  |  |  |  |  |  |  |  |  |  |  |  |
|  | 7. María del Rosario de Lambertye-Gerbeviller Princesa de Ligne           |  |  |  |  |  |  |  |  |  |  |  |  |  |  |  |
|  |                                                                           |  |  |  |  |  |  |  |  |  |  |  |  |  |  |  |
|  |                                                                           |  |  |  |  |  |  |  |  |  |  |  |  |  |  |  |
|  | 15. Loraine Sancho-Mata y Contreras, Marquesa de Gerbeviller              |  |  |  |  |  |  |  |  |  |  |  |  |  |  |  |
|  |                                                                           |  |  |  |  |  |  |  |  |  |  |  |  |  |  |  |
|  |                                                                           |  |  |  |  |  |  |  |  |  |  |  |  |  |  |  |